# Марія Джуліані
Марія Джуліані  (італ. Maria Giuliani, чернече ім'я — Марія Миру; 1875–1900) — свята римо-католицької церкви, черниця з чернечої конгрегації «Францисканки Місіонерки Марії», мучениця.

## Біографія
Марія Джуліані народилася 12 грудня 1875 року в бідній родині. Її батько був невіруючим і тому не дозволяв своїй сім'ї відвідувати церкву. Мати разом зі своєю дочкою потай ходила в церкву, з раннього віку привчивши свою дочку практикувати католицькі обряди. Коли Марії було 10 років померла мама. Дітьми опікувалися сусіди.
У 1892 році Марія Джуліані вступила в новіціат жіночої чернечої конгрегації «Францисканки Місіонерки Марії», через деякий час її послали разом з іншими черницями засновувати новий чернечий дім в Австрії. У 1898 році в Турин на Міжнародну виставку китайської культури і мистецтва прибув єпископ Франциск Фоголла, подорожував з чотирма китайськими семінаристами по Європі. Франциск Фоголла, познайомившись із засновницею згромадження «Францисканки Місіонерки Марії» Оленою Марією де Шаппотен, запросив черниць брати участь у діяльності католицьких місій, що діяли в Китаї. На місію поїхали сім черниць (Марія Герміна, Марія Клара, Марія Божого Різдва, Марія святого Юстина, Марія Адольфіна, Марія Амандіна і Марія Миру) та дев'ять священників. Марії було доручено організувати сирітський будинок.
Незабаром після їхнього приїзду в Китаї у 1899 році почалося їхетуанське повстання боксерів, під час якого жорстоким чином переслідувалися християни. Серед постраждалих за свою віру була і Марія Джуліані. Їй відрубали голову в місті Тайюань 9 липня 1900 року разом з 25 іншими християнами.

## Прославлення
Марія Джуліані була беатифікована 27 листопада 1946 року папою Пієм XII і канонізована 1 жовтня 2000 року папою Іоанном Павлом II разом з групою 120 китайських мучеників.
День пам'яті в католицькій церкві — 9 липня.

## Джерело
- George G. Christian OP, Augustine Zhao Rong and Companions, Martyrs of China, 2005, стор 42 [недоступне посилання з червня 2018] (англ.)